# 台湾の俳優の一覧
この項目は台湾の俳優・歌手の一覧である。

## あ行
- 安以軒（アン・アン、アン・イーシュアン）
- 安鈞璨（ショーン・アン、アン・ジュンカン）
- 葉歓（イェ・ホァン）
- 言承旭（ジェリー・イェン、イェン・チェンシュー）F4
- 炎亞綸（アーロン、イェン・ヤールン）飛輪海
- 伊能静（イノウ・シズカ、イーノン・ジン）
- 五熊（ウーション）
- 呉慷仁（クリス・ウー、ウー・カンレン）
- 呉建豪（ヴァネス・ウー、ウー・ジェンハオ）F4
- 呉宗憲（ジャッキー・ウー、ウー・ゾンシェン）
- 呉奇隆（ニッキー・ウー、ウー・チーロン）
- 呉尊（ウーズン、ウー・ツン）
- 伍思凱（スカイ・ウー、ウー・スィーカイ）
- 魏蔓（マンディー・ウェイ、ウェイ・マン）
- 温嵐（ランディー・ウェン、ウェン・ラン）
- 翁倩玉（ウォン・チエンユィ、ジュディ・オング）
- 歐定興（エドワード・オウ、オウ・ディンシン）
- 歐陽菲菲（オウヤン・フェイフェイ、オーヤン・フィフィ）

## か行
- 戈偉如（ガー・ウェイルー）
- 高以翔（カオ・イーシャン）
- 金城武（かねしろ たけし、ジンジェン・ウー）
- 川島茉樹代（MAKIYO、かわしま まきよ、チュアンダオ・モシュダイ）
- 顧寶明（クー・パオミン）
- 谷炫錞（グー・シュンチュン、貴島功一朗、KOU）
- 關穎（テリー・クァン、クァン・イン）
- 桂綸鎂（グイ・ルンメイ）
- 郭書瑤（グオ・シューヤオ）
- 郭雪芙（パフ・クオ、グオ・シュエフー）Dream Girls
- 郭品超（ディラン・クォ、グオ・ピンチャオ）
- 柯有倫（アラン・コー、コー・ヨウルン）
- 孔令奇（ジェフリー・コン、コン・リンチー）

## さ行
- 施易男（シー・イーナン）
- 施柏宇（パトリック・シー）
- 夏如芝（チェリー・シア、シア・ルージー）
- 賈静雯（アリッサ・チア、ジア・ジンウェン）
- 焦恩俊（ジァオ・エンジュン）
- 謝坤達（シェ・クンダー）Energy
- 謝佳見（シェー・ジャージェン）
- 沈建宏（クリス・シェン、シェン・ジエンホン）AK
- 簡宏霖（ジョリン、ジェン・ホンリン）4ever
- 沈孟生（シェン・モンシェン）
- 夏靖庭（シャー・ジンティン）
- 夏宇童（レン・シャー、シャー・ユートン）
- 小嫻（シャオシェン）
- 邵翔（ショーン・シャオ、シャオ・シャン）
- 邵雨薇（シャオ・ユーウェイ）
- 蕭亞軒（エルバ・シャオ、シャオ・ヤーシュアン）
- 蕭淑慎（スザンヌ・シャオ、シャオ・スースン）
- 徐熙娣（シュー・シーディー）
- 徐婕児（ジル・シュー、シュー・ジェエル）
- 許安安（アンアン、シュー・アンアン）
- 許瑋甯（ティファニー・シュー、シュー・ウェイニン）
- 許瑋倫（ベアトリーチェ・シュー、シューウェイルン）
- 許紹洋（アンブロウズ・シュー、シュー・シャオヤン）
- 許慧欣（イボンヌ・シュー、シュー・ホェシン）
- 許茹芸（ヴァレン・スー、シュー・ルーユン）
- 修杰楷（シュウ・ジエカイ）
- 熊天平（パンダ・ション、シォン・ティエンピン）
- 徐詣帆（シュー・イーファン）
- 徐熙媛（バービィー・スー、シュー・シーユェン）
- 舒淇（スー・チー、シュー・チー）
- 徐懐鈺（ユキ・スー、シュー・ホァイユー）
- 徐若瑄（ビビアン・スー、シュー・ルォシュアン）
- 辛曉琪（ウィニー・シン、シン・シャオチー）
- 蘇慧倫（ターシー・スー、スー・ホェルン）
- 蘇有朋（アレック・スー、スー・ヨウポン）
- 隋棠（ソニア・スイ、スイ・タン）
- 卓依婷（ズォ・イーティン）
- 孫協志（トニー・スン、スン・シエジー）
- 孫淑媚（メイ・スン、スン・シューメイ）
- 孫其君（スティーブン・スン、スン・チージュン）
- 孫沁岳（ヨーク・スン、スン・チンユエ）
- 宋新妮（ジェシカ・ソン、ソン・シンニー）

## た行
- 戴立忍（レオン・ダイ、ダイ･リーレン）
- 陶晶瑩（タオ・ジンイン）
- 陶嫚曼（マンディ・タオ、タオ･ユェンマン）
- 陶喆（デヴィッド・タオ）
- 唐振剛（タン・ジェンガン）
- 唐治平（タン・ジーピン）
- 唐禹哲（ダンソン・タン、タン・ユージャ）
- 斉秦（チー・チン）
- 紀培慧（テレサ・チー、チー・ペイホイ）
- 賈静雯（アリッサ・チア、チア・チンウェン）
- 邱勝翊（プリンス・チウ、チウ・ションイー）JPM
- 邱宇辰（クリス・チウ、チウ・ユーチェン）JPM
- 邱澤（ロイ・チウ、チウ・ズー）
- 辰亦儒（ケルビン、チェン・イールー）飛輪海
- 陳訳賢（チェン・イーシァン）
- 陳怡蓉（タミー・チェン、チェン・イーロン）
- 陳妍希（ミシェル・チェン、チェン・イエンシー）
- 陳為民（チェン・ウェイミン）
- 陳嘉樺（エラ・チェン、チェン・ジァホァ）S.H.E
- 陳珊妮（サンディー・チェン、チェン・シャンニー）
- 陳昇（ボビー・チェン、チェン・ション）
- 陳子強（チェン・ズーチァン）
- 陳紫函（チェン・ズーハン）
- 陳志朋（チェン・ズィーポン）
- 陳至愷（チェン・チーカイ）
- 陳綺貞（チアー・チェン、チェン・チーチェン）
- 陳喬恩（ジョー・チェン、チェン・チァオオェン）七朵花
- 陳庭妮（アニー・チェン、チェン・ティンニー）
- 陳乃榮（ナイロン・チェン、チェン・ナイロン）
- 陳柏霖（チェン・ボーリン）
- 陳明真（ジェニファー・チェン、チェン・ミンチェン）
- 陳語安（ケイティ・チェン、チェン・ユアン）
- 程予希（ルゥルゥ・チェン、チェン・ユーシー）
- 陳予新（シンディ・チェン、チェン・ユーシン）
- 陳永淘（チェン・ヨンタオ）
- 鄭元暢（ジョセフ・チェン、チェン・ユェンチャン）
- 趙詠華（シンディ・チャオ、チャオ・ヨンホァ）
- 趙虹喬（ジョイス・チャオ、チャオ・ホンシャオ）七朵花
- 張韶涵（アンジェラ・チャン、チャン・シャオハン）
- 張軒睿（デレク・チャン、チャン・シュアンルイ）
- 張勛傑（マイケル・チャン、チャン・シュンジエ）
- 張書豪（ブライアン・チャン、チャン・シューハオ）
- 張信哲（ジェフ・チャン、チャン・シンチェ）
- 張震（チャン・チェン）
- 張震嶽（チャン・チェンユエ）
- 張鈞甯（ジェニー・チャン、チャン・チュンニン）
- 張惠妹（アーメイ、チャン・ホェイメイ）
- 張雨生（チャン・ユーシェン）
- 張庭（チャン・ティン）
- 張翰（チャン・ハン）
- 張立昂（マーカス・チャン、チャン・リーアン）
- 江美琪（チャン・メイチー）
- 張榕容（チャン・ロンロン）
- 朱孝天（ケン・チュウ、チュウ・シャオティエン）F4
- 周杰倫（ジェイ・チョウ、チョウ・ジェルン）
- 周曉涵（アマンダ・チョウ、チョウ・シャオハン）
- 周采詩（チョウ・ツァイシー）
- 周渝民（ヴィック・チョウ、チョウ・ユーミン）F4
- 周華健（エミール・チョウ、チョウ・ホアジェン）
- 周蕙（チョウ・ホイ）
- 周幼婷（ジョウ・ヨウティン）
- 蔡依林（ジョリン・ツァイ、ツァイ・イーリン）
- 蔡幸娟（ツァイ・シンチュアン）
- 蔡斐琳（エリ・ツァイ、ツァイ・フェィリン）
- 蔡黄汝（ツァイ・ホァンル）
- 蔡藍欽（ツァイ・ランチン）
- 曾寶儀（ツァン・ボーイー）
- 曾少宗（フィガロ・ツェン、ツェン・シャオゾン）
- 曾沛慈（ツェン・ペイチー）
- 天心（ティエンシン）
- 田馥甄（ヒビ・ティエン、ティエン・フージェン）S.H.E
- 婷婷（ティンティン）
- 涂善妮（チュ・シャンニ）
- 丁文琪（キキ・ティン、ディン・ウェンチー）
- 丁小芹（ディン・シャオチン）
- 丁春誠（ディン・チュンチェン）
- 竇智孔（ボビー・ドウ、ドウ・ジーコン）
- 鄧九雲（ドン・ジウユン）
- 鄧麗君（テレサ・テン、ドン・リージュン）

## な行
- 那維勲（ナー・ウェイシュン）

## は行
- 賀軍翔（マイク・ハー、ハー・ジュンシャン）
- 許光漢（グレッグ・ハン、シュー・グアンハン）
- 潘美辰（パン・メイチェン）
- 潘越雲（パン・ユェユン）
- 潘瑋柏（ウィルバー・パン、パン・ウェイボー）
- 畢書盡（ビー・シュージン）
- 胡宇威（ジョージ・フー、フー・ユーウェイ）武虎将
- 卜學亮（ブライト・プー、プー・シュエリャン）
- 范瑋琪（ファン・ウェイチー）
- 何潤東（ピーター・ホー、ハー・ルンドン）
- 何欣穗（シャシャ・ホー、ホー・シンシュイ）
- 侯湘婷（ホウ・シャンティン）
- 黄乙玲（ホァン・イーリン）
- 黄薇渟（ホァン・ウェイティン）
- 黃信赫（ホァン・シンフー、アンディ・ホァン）
- 黄嘉千（ホァン・チァーチェン）
- 黃騰浩（テンダー・ホァン、ホァン・トンハオ）
- 黄品源（ホァン・ピンユェン）
- 黄少祺（ホァン・シャオチー）
- 賀一航（ホー・ヤッホン）
- 洪小鈴（ホン・シャオリン）
- 彭佳慧（ジュリア・パン、ポン・ジァホイ）
- 彭于晏（エディ・ポン、ポン・ユィヤン）

## ま行
- 馬志翔（マー・ジーシアン）
- 増山裕紀 （Yuki、ますやま ゆき、ズェンシャン・ユージ）
- 明道（ミン・ダオ）183CLUB
- 孟耿如（サマー・モン、モン・ゴンルー）

## や行
- 楊謹華（シェリル・ヤン、ヤン・ジンホア）
- 楊丞琳（レイニー・ヤン、ヤン・チェンリン）
- 楊乃文（フェイス・ヤン、ヤン・ナイウェン）
- 楊銘威（ジョニー・ヤン、ヤン・ミンウェイ）
- 庾澄慶（ハーレム・ユー、ユー・チョンチン）
- 余天（ティン・ユー、ユー・ティェン）
- 袁艾菲（ユアン・アイフェイ）
- 游鴻明（クリス・ヨウ、ヨウ・ホンミン）

## ら行
- 賴東賢（アーロン・ライ、ライ・ドンシェン）
- 賴雅妍（メーガン・ライ、ライ・ヤーヤン）
- 賴琳恩（レネ・ライ、ライ・リンエン）
- 藍心湄（ラン・シンメイ）
- 藍正龍（ラン・ジェンロン）
- 利昂霖（エリック・リー、リー・アンリン）
- 李威（リー・ウェイ）
- 李維維（ビビ・リー、リー・ウェイウェイ）
- 李国毅（レゴ・リー、リー・グォイー）
- 李佳穎（リー・ジャーイン）
- 李千那（ナナ・リー、リー・チェンナ）
- 李沛勳（レオ・リー、リー・ペイシュン）
- 李玉璽（ディノ・リー、リー・ユーシー）
- 李毓芬（ティア・リー、リー・ユーフェン）Dream Girls
- 李運慶（ジャック・リー、リー・ユンチン）
- 柳瀚雅（アヤ、リウ・ハンヤー）
- 劉以豪（ジャスパー・リウ、リウ・イーハオ）
- 劉品言（エスター・リウ、リウ・ピンイェン）Sweety
- 劉虹嬅（リゥ・ホンホァ）
- 劉若英（レネ・リウ、リゥ・ルォイン）
- 連兪涵（シンディ・リエン、リエン・ユーハン）
- 林逸欣（シャラ・リン、リン・イーシン）
- 林依晨（アリエル・リン、リン・イーチェン）
- 林韋君（ペニー・リン、リン・ウェイジュン）
- 林可彤（ホープ・リン、リン・クートン）
- 林熙蕾（ケリー・リン、リン・シーレイ）
- 林志穎（ジミー・リン、リン・ジーイン）
- 林志炫（テリー・リン、リン・ジーシュアン）
- 林曉培（シノ・リン、リン・シァオペイ）
- 林佳儀（ニサ・リン、リン・ジェイー）
- 林心如（ルビー・リン、リン・シンル）
- 林志玲（リン・チーリン)
- 林鳳嬌（ジョアン・リン、リン・フォンジァオ）
- 林柏宏（リン・ボーホン）
- 林美秀（リン・メイシュウ）
- 林瑜涵（リン・ユーハン）
- 林佑威（リン・ヨウウェイ）
- 盧廣仲（クラウド・ルー、ルー・グァンチョン）
- 盧春如（ルビー・ロー、ルー・チュンル）
- 陸明君（ルー・ミンジュン）
- 阮經天（イーサン・ルアン、ルアン・ジンティエン）
- 羅志祥（ショウ・ルオ、ルオ・ジーシァン）
- 羅大佑（ルオ・ダーヨウ）
- 任家萱（セリーナ・レン、レン・ジァシュアン）S.H.E
- 任賢斉（リッチー・レン、レン・シェンチー）
- 任容萱（キミ・レン、レン・ロンシュアン）

## わ行
- 王怡仁（ジョセリン・ワン、ワン・イーレン）
- 王思平（ワン・シーピン）
- 王家梁（エディソン・ワン、ワン・ジァリャン）
- 王傑（デイブ・ワン、ワン・ジェ）
- 王紹偉（サム・ワン、ワン・シャオウェイ）5566/183CLUB
- 王心凌（シンディー・ワン、ワン・シンリン）
- 王心如（シンシア・ワン、ワン・シンルー）
- 王道（ワン・ダオ）
- 王道南（ワン・ダオナン）
- 王傳一（ワン・チュアンイー）
- 汪東城（ジロー、ワン・トンチェン）飛輪海
- 王力宏（ワン・リーホン）
- 王仁甫（ザックス・ワン、ワン・レンフー）5566